# Weißenbrunnen
Weißenbrunnen is een plaats in de Duitse gemeente Mechernich, deelstaat Noordrijn-Westfalen, en telt 73 inwoners.